# Edward C. Lilley
Pour les articles homonymes, voir Lilley.
Edward C. Lilley (1896 – 1974) est un metteur en scène de comédies musicales, d'opérettes et réalisateur de films américain. Il a travaillé notamment pour Universal Pictures.

## Biographie
Il meurt en 1974 à  Englewood dans le New Jersey à l'âge de 77 ans.

## Broadway
- 1930 : The International Revue[3]
- 1935 : The Dominant Sex[3]
- 1937 : Virginia[4]
- 1940 : Walk with Music
- 1940 : Panama Hattie
- 1940 : All in Fun[3]
- 1941 : Crazy With the Heat[3]

## Filmographie
- 1943 : Moonlight in Vermont
- 1943 : Never a Dull Moment[5]
- 1943 : Larceny with Music[6]
- 1943 : Honeymoon Lodge[7]
- 1943 : Sing a Jingle[8]
- 1944 : Hi, Good Lookin'![9]
- 1944 : My Gal Loves Music, réalisateur et producteur[10]
- 1944 : Allergic to Love
- 1944 : Babes on Swing Street
- 1945 : Swing Out, Sister